# Discurs de Gettysburg

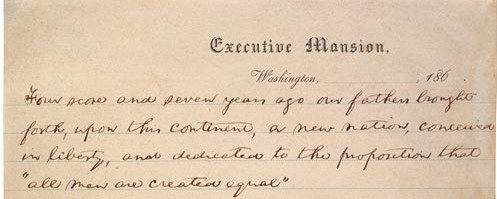
Extret de la "Nicolay Copy" del Discurs de Gettysburg. Lletra d'Abraham Lincoln.

El Discurs de Gettysburg és el més famós dels discursos d'Abraham Lincoln, president dels Estats Units i un dels discursos més citats als Estats Units d'Amèrica. Fou pronunciat durant la inauguració del Cementiri Nacional de Soldats de Gettysburg el 19 de novembre de 1863 en plena Guerra Civil dels Estats Units i quatre mesos i mig després de la batalla de Gettysburg. El discurs d'Abraham Lincoln, que havia d'ocupar un paper secundari en els actes del dia, es considera un dels més importants discursos de la Història dels Estats Units d'Amèrica. Sense arribar a les 300 paraules i pronunciat en escaig tres minuts, en Lincoln invocà els principis de la Declaració d'Independència i substituí la concepció d'una guerra per al manteniment de la unió per la d'una lluita per la igualtat i la llibertat de tots els ciutadans.
El discurs comença amb la coneguda frase Four score and seven years ago ('Ara fa vuitanta-set anys'), que recorda la Revolució Americana i descriu la cerimònia de Gettsyburg com una oportunitat de consagrar la vida a la lluita per assegurar que el govern del poble, pel poble i per al poble, mai no perirà de la terra.
Tot i que el discurs ocupa un lloc preeminent a la història i a l'imaginari popular nord-americà, encara es discuteixen les paraules exactes que va emprar el president. Hi ha cinc manuscrits del discurs amb petites diferències i els diaris actuals no empren una única versió a les reimpressions.

## Rerefons

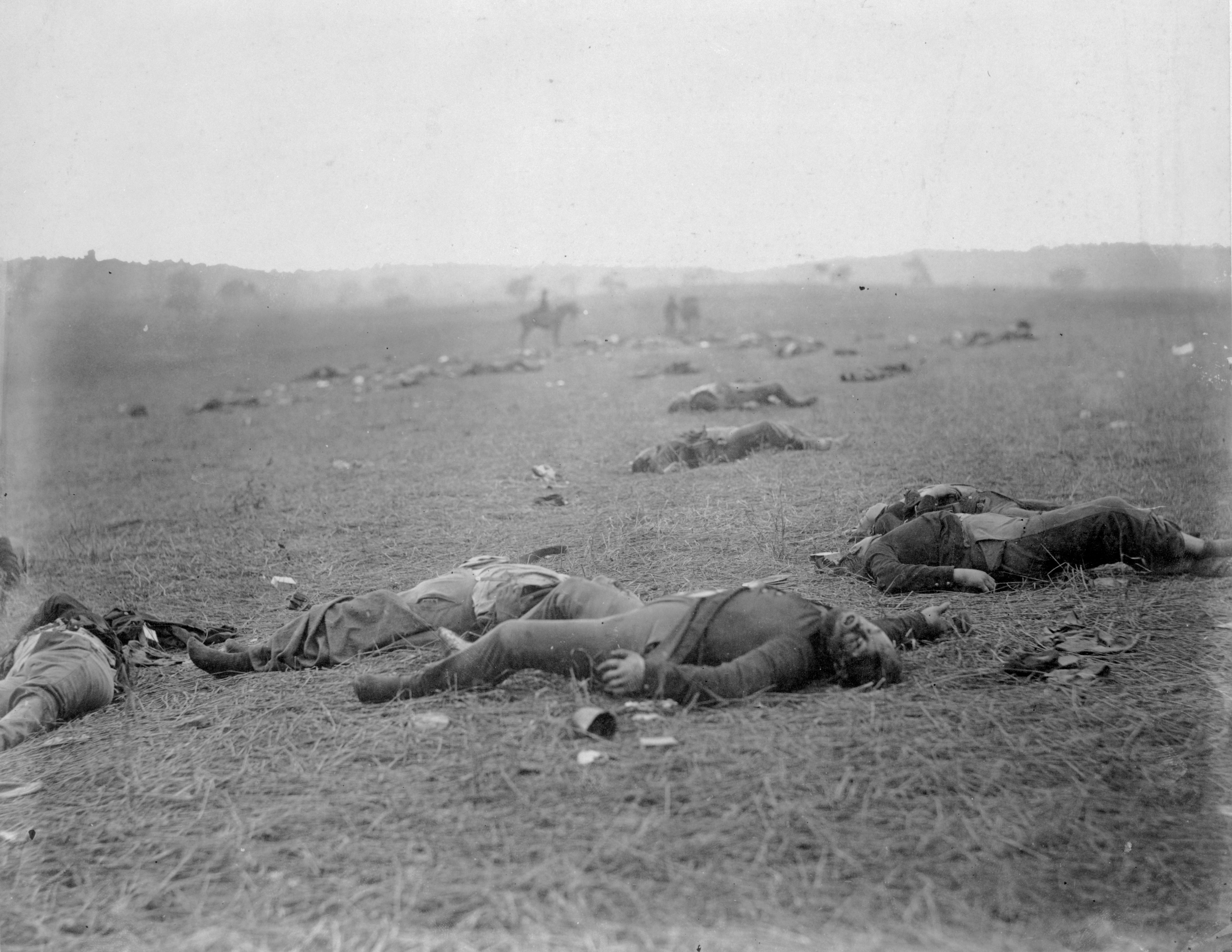
Soldats del bàndol de la Unió morts a la batalla de Gettysburg, fotografia de Timothy H. O'Sullivan, 5-6 de Juliol, 1863.

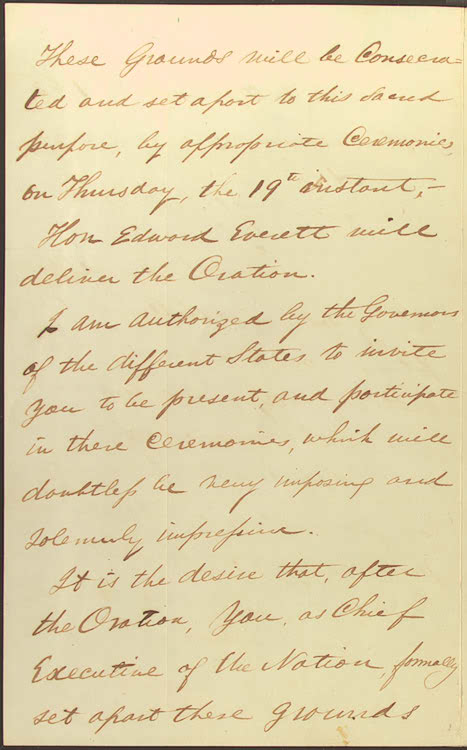
Invitació de David Wills adreçada a l'Abraham Lincoln per dir unes breus paraules, indicant que Edward Everett serà l'orador principal.

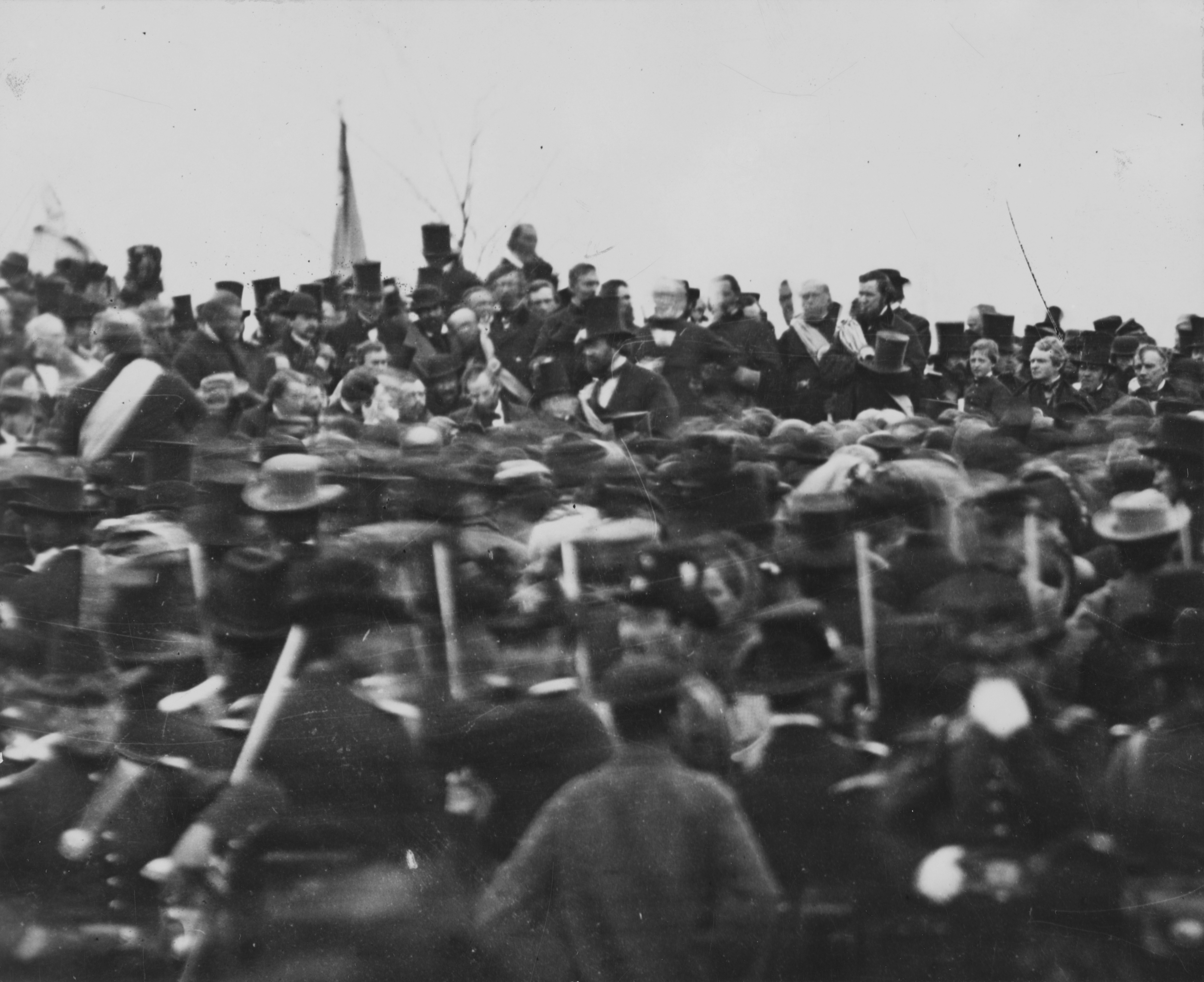
L'única fotografia coneguda d'Abraham Lincoln a Gettysburg (assegut al centre), presa a la tarda, just després d'arribar i tres hores abans d'intervenir. A la dreta de Lincoln, trobem el seu guardaespatlles, Ward Hill Lamon.

La batalla de Gettysburg (1-3 de juliol de 1863), canvià per sempre el poble de Gettysburg. 7.500 homes i milers de cavalls del Batalló unionista de Potomac i del Batalló confederat del Nord de Virgínia jeien al camp de batalla. La pudor dels cossos en descomposició emmalaltí molts habitants del poble i l'enterrament dels morts amb ordre i dignitat esdevingué la més alta prioritat pels pocs milers d'habitants de Gettysburg. Sota la direcció de David Wills, un ric advocat de trenta-dos anys, Pensilvània comprà 69.000 metres quadrats per a la construcció del cementiri consagrat als morts a la batalla d'aquell estiu.
La intenció original de Wills era consagrar el cementiri el dimecres 23 de setembre. Va encarregar a l'Edward Everett, antic secretari d'Estat, exmembre de les dues cambres del congrés nord-americà, exgovernador de Massachusetts i president de la Universitat Harvard el discurs principal. Everett, considerat el millor orador de la seva època, acceptà la invitació, però demanà més temps per a preparar el seu discurs, fixant la data final per al dimarts 19 de novembre.
Quasi com una ocurrència d'última hora, el comitè de l'acte invità en Lincoln demanant unes breus paraules com a cap de l'executiu. Un paper semblant el que avui exerceixen les autoritats en tallar la cinta d'inauguració o en descobrir una placa.
Lincoln arribà en tren a Gettysburg el 18 de novembre. Passà la nit convidat a casa de Wills al centre de Gettysburg, on feu unes últimes modificacions al discurs que havia escrit a Washington. Contràriament a la creença popular, en Lincoln no escrigué el discurs al tren ni de forma improvisada. El matí del 19 de novembre a les 9.30 h, s'afegí a la processó de dignataris, residents i vídues cap a les terres del nou cementiri en companyia del secretari d'Estat William H. Seward i del secretari del tresor.
Es calcula que van assistir unes 15.000 persones a la cerimònia, incloent-hi els governadors de 6 dels 24 Estats de la Unió: Andrew Gregg Curtin de Pennsilvània, Augustus Bradford de Maryland, Oliver P. Morton d'Indiana, Horatio Seymour de Nova York, Joel Parker de Nova Jersey i David Tod d'Ohio. En el moment de la cerimònia, encara s'estudia el lloc exacte de la celebració, s'havien enterrat aproximadament la meitat dels cadàvers.

## Programa de la cerimònia

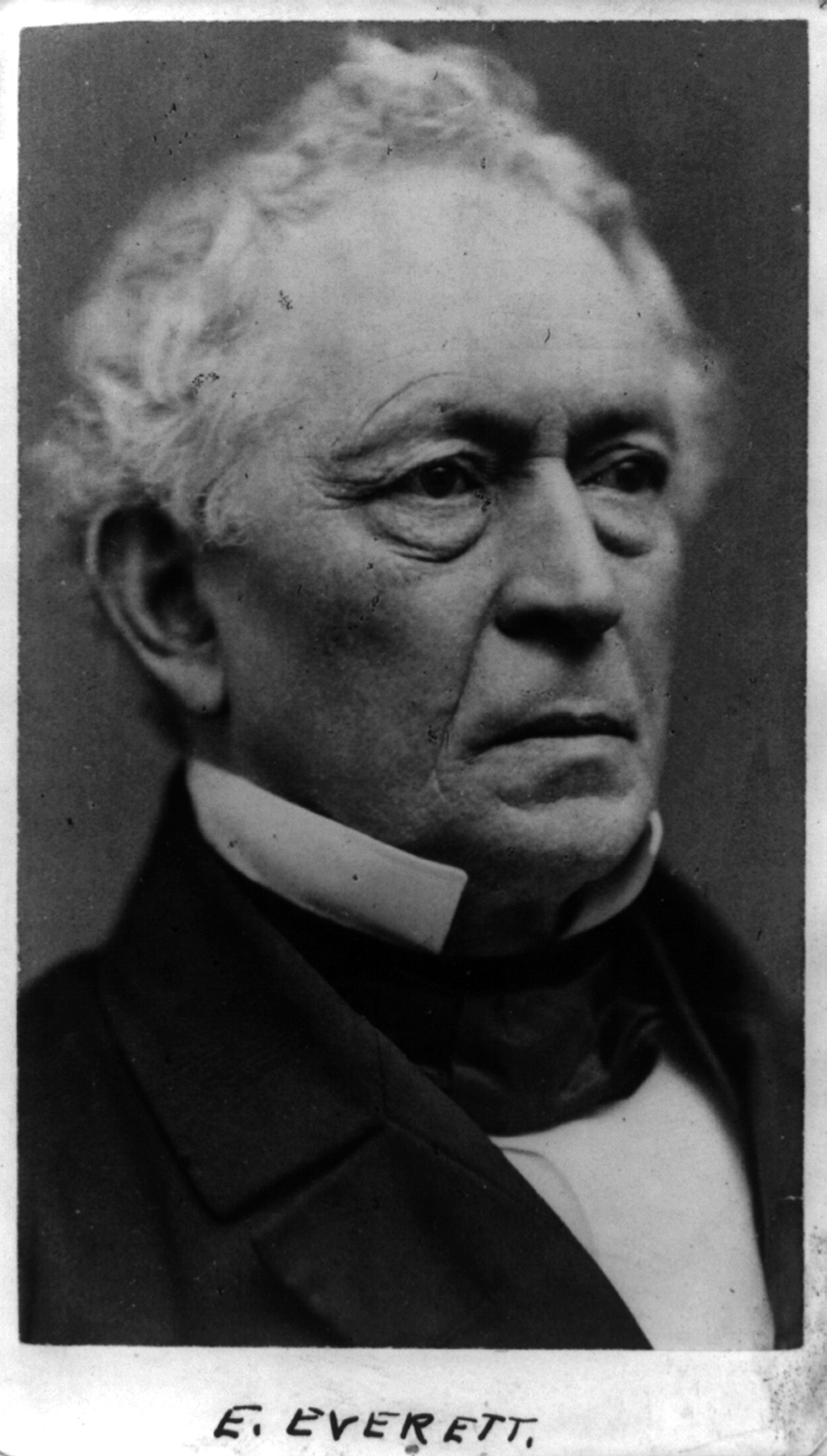
L'Edward Everett feu un discurs de dues hores abans de les paraules del president Lincoln.

El programa del dia consistia en:
Música, actuació de la Birgfield's Band
Oració del Reverend T.H. Stockton, D.D.
Música, actuació de the Marine Band
Discurs, a càrrec de Hon. Edward Everett
Música, Composició de B.B. French, Esq.
Paraules de dedicatòria a càrrec del President dels Estats Units
Peça fúnebre, cantada per un cor seleccionat per a l'ocasió
Benedicció del Reverend H.L. Baugher, D.D.
El que estava previst que fos el "Discurs de Gettysburg" no era la breu intervenció del president Lincoln, sinó el discurs de dues hores de l'Everett. L'extens discurs, 13.607 paraules, començà així:
Sota aquest cel serè, fent una mirada a aquests amples camps ja reposant dels treballs d'aquest any que declina, amb les poderoses Alleghenies imposant-se darrere nostre i amb les tombes dels nostres germans sota els peus, és amb incertesa que alço la meva pobra veu per trencar l'eloqüent silenci de Déu i de la Natura. Però aquest deure que m'heu encarregat s'ha de complir —atorgueu-me, us ho demano, la vostra indulgència i simpatia.
I acabà dues hores més tard d'aquesta manera:
Però ells, estic segur, s'uniran a nosaltres quan diem, ara que intentem acomiadar-nos de la pols d'aquests herois màrtirs, que a qualsevol lloc del món civilitzat on es llegeixin els fets d'aquesta gran guerra, considerada com l'últim registre de la gloriosa història del nostre comú país, no trobaran una pàgina més brillant que aquella que parla de la Batalla de Gettysburg.

## El discurs de Gettysburg pronunciat per l'Abraham Lincoln
Una gravació actual del discurs de Gettysburg, en anglès. (?·pàg.)

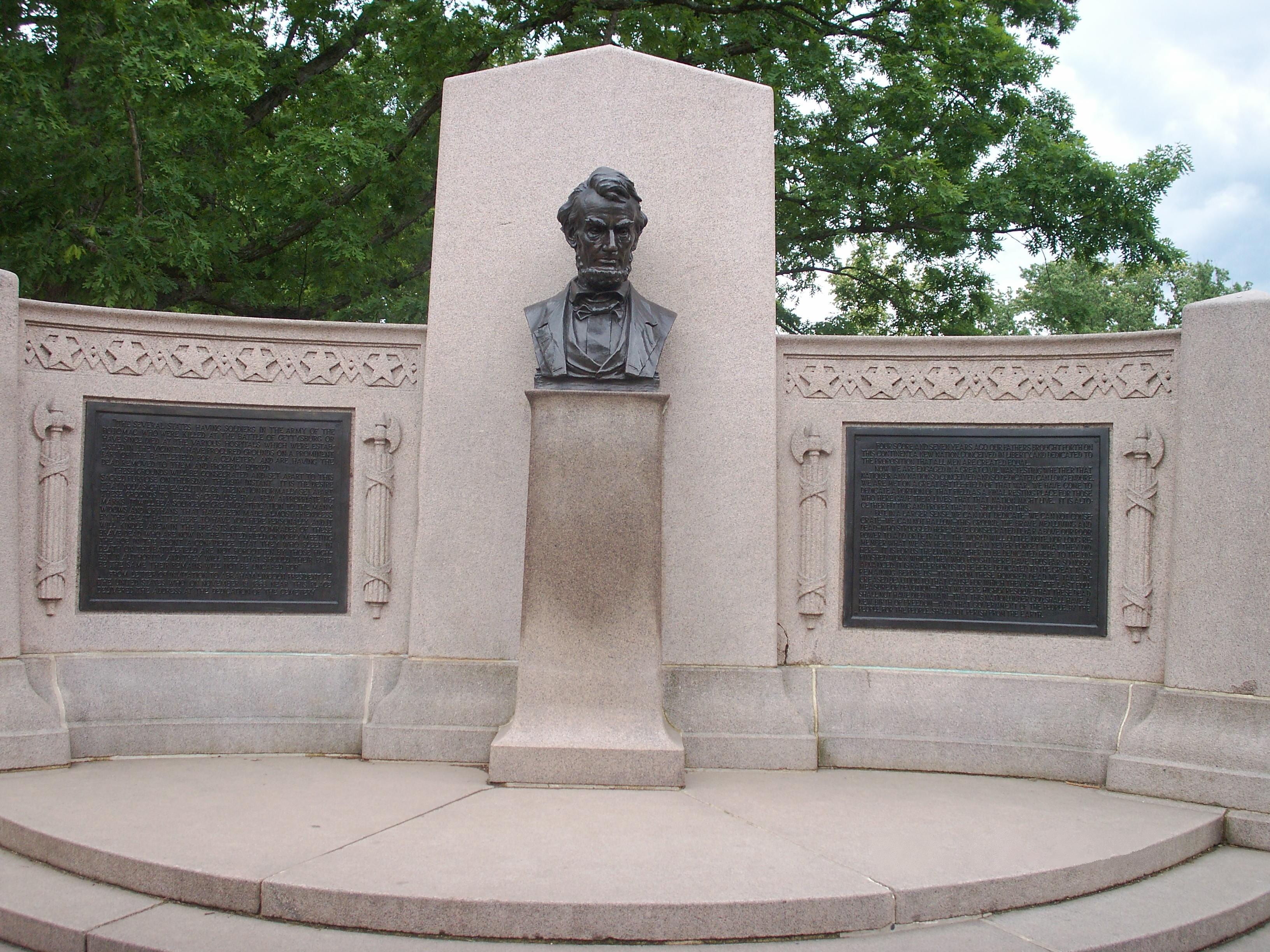
Monument d'Abraham Lincoln a Gettysburg.

Després del llarg i ben rebut discurs, en Lincoln parlà amb el seu accent del sud dels Estats Units durant dos o tres minuts. Les paraules de Lincoln resumiren la guerra en 272 paraules, instant la nació a continuar amb l'esforç de la guerra i trametent la idea que cap soldat morí en va.
Els estudiosos d'avui en dia encara no han establert de forma unànime les paraules exactes que va dir en Lincoln, ja que tant les transcripcions dels diaris de l'època com les còpies manuscrites del mateix Lincoln varien tant en la puntuació i l'estructura com en les paraules emprades. De totes les versions conegudes, la de Bliss ha esdevingut l'estàndard. És l'única signada per en Lincoln i l'última versió de la qual es té constància.
El discurs de Gettysburg que pronuncià en Lincoln és el següent:
Four score and seven years ago our fathers brought forth on this continent a new nation, conceived in Liberty, and dedicated to the proposition that all men are created equal.
Now we are engaged in a great civil war, testing whether that nation, or any nation, so conceived and so dedicated, can long endure. We are met on a great battle-field of that war. We have come to dedicate a portion of that field, as a final resting place for those who here gave their lives  that that nation might live. It is altogether fitting and proper that we should do this.

But, in a larger sense, we can not dedicate—we can not consecrate—we can not hallow—this ground. The brave men, living and dead, who struggled here, have consecrated it, far above our poor power to add or detract. The world will little note, nor long remember what we say here, but it can never forget what they did here. It is for us the living, rather, to be dedicated here to the unfinished work which they who fought here have thus far so nobly advanced. It is rather for us to be here dedicated to the great task remaining before us — that from these honored dead we take increased devotion to that cause for which they gave the last full measure of devotion — that we here highly resolve that these dead shall not have died in vain — that this nation, under God, shall have a new birth of freedom — and that government of the people, by the people, for the people, shall not perish from the earth. 
Que es pot traduir d'aquesta manera:
Ara fa vuitanta-set anys, els nostres pares feren néixer en aquest continent una nova nació concebuda en Llibertat i consagrada al principi que tots els homes són creats iguals.
Ara ens trobem en una gran guerra civil, comprovant si aquesta nació, o qualsevol altra així concebuda i consagrada, pot romandre en el temps. Estem reunits en un gran camp de batalla d'aquesta guerra. Hem vingut per consagrar una part d'aquest camp com a últim lloc de repòs d'aquells que donaren la seva vida perquè aquesta nació pogués sobreviure. És completament just i apropiat que ho fem.
Però, en un sentit més ampli, no podem dedicar, no podem consagrar, no podem santificar aquesta terra. Els homes valents, vius i morts, que lluitaren aquí l'han consagrada molt més enllà del que les nostres pobres facultats podran afegir o detreure. El món no tindrà gran notícia ni recordarà per llarg temps el que aquí diem, però mai no podrà oblidar el que ells aquí hi van fer. Som més aviat nosaltres, els vius, els qui ara ens hem de consagrar a la tasca inconclusa que els que aquí lluitaren feren avançar tan noblement. Som més aviat nosaltres els qui ara ens hem de consagrar a la gran tasca que encara ens queda per concloure: que d'aquests difunts que honorem, en prenguem una devoció incrementada per la causa a la qual oferiren fins a l'última mesura de devoció possible; que aquí resolguem solemnement que aquests morts no han donat la seva vida en va. Que aquesta nació, amb l'ajuda de Déu, viurà un nou renaixement de la llibertat- i que el govern del poble, pel poble i per al poble, mai no desapareixerà de la Terra.

## Contingut

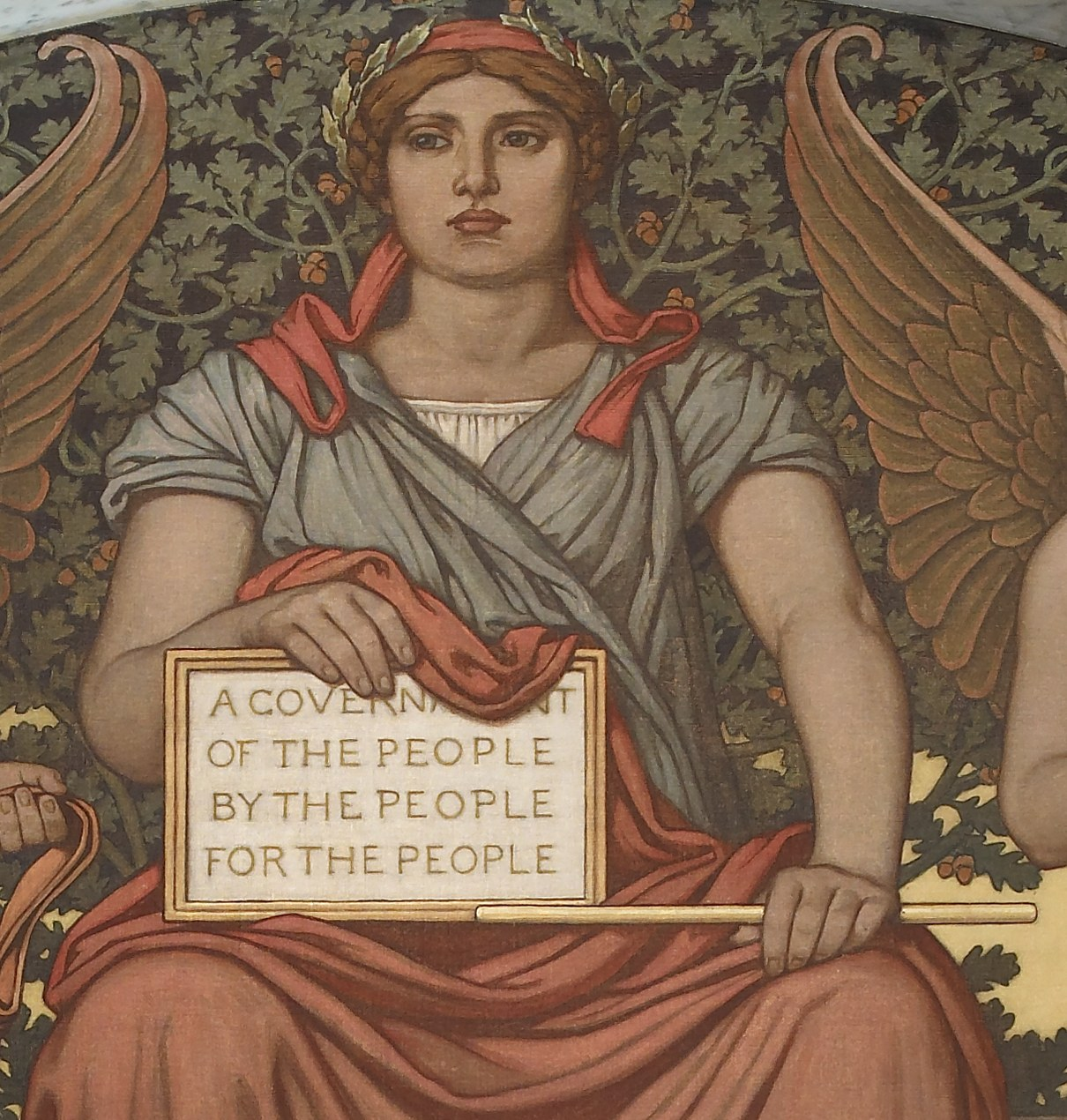
Detall del mural de Elihu Vedder anomenat Government (1896), a la Llibreria del Congrés dels EUA. La figura porta a la mà una tauleta amb la inscripció de la famosa frase del final del discurs de Lincoln.

Lincoln emprà la paraula "nació" cinc vegades— quatre vegades en referència a la nació americana i una altra anomenant "qualsevol altre així concebuda i consagrada"—, però mai no utilitzà la paraula "unió", que solament es refereix a la facció del Nord a la guerra civil nord-americana. És, per tant, un discurs que pretén reunificar tota una nació, no únicament els estats que la conformen, citant el moment fundador de la Revolució Americana i la Declaració d'Independència dels Estats Units d'Amèrica que establí que tots els homes són creats iguals.
En canvi, en Lincoln no va fer cap referència a la Constitució dels Estats Units d'Amèrica aprovada el 1789 que, implícitament, reconeixia l'esclavitud. Tampoc no va fer cap referència als conflictes que portaren a l'esclat de la guerra civil o als drets dels estats.
Al llibre Lincoln at Gettysburg: The Words that Remade America, Garry Wills considera que el discurs estigué influenciat pel neoclassicisme americà i els discursos funeraris de la Grècia clàssica, així com per l'Església Unitària, l'abolicionista Theodore Parker, autor de la frase "de tot el poble, per tot el poble, per a tot el poble" i pels arguments constitucionals de Daniel Webster
L'estudiós de la guerra civil nord-americana James McPherson, a la seva revisió del text de Will, assenyala els paral·lelismes i les coincidències del discurs amb l'oració fúnebre de Pèricles durant la Guerra del Peloponès descrita per Tucídides. El discurs de Pèricles, com el de Lincoln, comença recordant i reverenciant els predecessors: "Vull començar pels ancestres: és just i acurat que els fem l'honor de la primera menció en una ocasió com aquesta"; després apel·la a l'estat democràtic: "Si mirem les lleis, aquestes aporten justícia equitativa a totes les diferències privades"; honora el sacrifici dels morts, "Elegint morir lluitant en comptes de viure sotmesos, no sols fugiren del deshonor, també s'enfrontaren cara a cara amb el perill"; i anima als vius a continuar amb la lluita: "Vosaltres, els supervivents, heu d'adquirir la inamovible determinació de lluitar al camp de batalla"
Craig R. Smith, a "Criticism of Political Rhetoric and Disciplinary Integrity", ha suggerit la possible influència del discurs del senador Webster, en concret de la "Segona rèplica a Hayne", on afirma que "El govern, senyor, és la descendència independent de la voluntat popular. No és pas fill del legislatiu dels Estats; encara més, si es vol dir tota la veritat, la gent l'ha establert i, en conseqüència, l'ha recolzat amb el propòsit, entre d'altres, d'imposar certes restriccions a la sobirania dels Estats".
Allen C. Guelzo, director d'estudis sobre la Guerra Civil al Gettysburg College de Pensilvània, creu que la fórmula de four score and seven years ago (score equival a un període de 20 anys) s'inspira en un passatge de la Bíblia del Rei Jaume I d'Anglaterra que afirma que la vida d'un home comprèn threescore years and ten (70 anys)
L'escriptor H. L. Mencken critica el que considera és l'argument central del discurs: els soldats de la Unió "sacrificaren les seves vides a la causa de l'autodeterminació". Mencken considera que "És difícil imaginar quelcom més allunyat de la veritat. Els soldats de la Unió realment lluitaren contra l'autodeterminació; foren els confederats el que batallaren pel dret del seu poble a governar-se a ells mateixos."

## Els cinc manuscrits
Hi ha cinc còpies conegudes del discurs de Gettysburg. Són anomenades pel nom de la persona que la va rebre de Lincoln. El president donà una còpia a cadascun dels seus secretaris privats, John Nicolay i John Hay. Aquestes dues versions foren escrites al voltant del dia 19 de novembre, mentre que les tres altres còpies- Everett, Bancroff i Bliss- les escrigué amb objectius caritatius després del 19 de novembre. Gràcies al fet que en Lincoln signà i datà la còpia de Bliss, és la utilitzada en la major part de les reproduccions del Discurs de Gettysburg.
Els dos primers esborranys del discurs arrosseguen certa confusió i controvèrsia al voltant de la seva existència i origen. Nicolay i Hay foren assignats custodis dels papers de Lincoln pel seu fill Robert Todd Lincoln el 1874 Després d'aparèixer en un article de John Nicolay el 1894, la còpia de Nicolay possiblement forma part dels papers que la filla de Nicolay va trametre a Hay després de la mort del seu pare el 1901. En Robert Lincoln començà la recerca de la còpia original el 1908, que incità la Helen a dedicar molts anys a la seva infructuosa recerca. En una carta a Lincoln, Helen Nicolay digué, El Sr. Hay em digué al poc de fer la tramesa que el teu pare donà al meu el manuscrit original del discurs de Gettysburg. La recerca de Lincoln donà com a resultat la trobada d'una còpia manuscrita entre els papers de John Hay que es distingeix de la versió publicada el 1894 en les paraules per línia, nombre de línies i en les revisions a fetes a mà per l'Abraham Lincoln. No fou fins vuit anys més tard- març de 1916- quan un manuscrit consistent amb les investigacions de Helen Nicolay i l'article del seu pare fou trobat sota la custòdia de Alice Hay Wadsworth, neta de John Hay. (op. cit.)

### Còpia Nicolay
The Nicolay Copy, la còpia de Nicolay, és considerada el primer esborrany perquè es creu que és la primera còpia que existeix. Els estudiosos discrepen sobre si la Nicolay Copy fou la que realment es va llegir el dia del discurs. El 1894, en un article que incloïa una reproducció d'aquesta còpia, en Nicolay, que esdevingué el custodi dels papers de Lincoln, va escriure que la versió que l'Abraham Lincoln va utilitzar el dia del discurs tenia una primera part escrita en tinta a la Casa Blanca i una segona pàgina escrita a llapis en un paper amb línies. Les coincidències amb les dues pàgines són evidents, per tant, podria ser la còpia que els testimonis van veure que en Lincoln treia de la seva jaqueta. Altres consideren que el text original s'ha perdut, perquè algunes paraules i oracions no coincideixen amb les que van recollir les transcripcions contemporànies del discurs pronunciat. Les paraules under God, per exemple, manquen en aquesta còpia a l'oració that this nation (under God) shall have a new birth of freedom. Perquè aquest esborrany fos el que s'emprà a la cerimònia, les transcripcions contemporànies haurien de ser inexactes o bé, aliè als seus costums, l'Abraham Lincoln s'hauria desviat del text escrit en diverses ocasions. Aquesta còpia, aparentment, fou propietat de John Nicolay fins a la seva mort l'any 1901, moment en què va ser entregada al seu amic i col·lega John Hay i perduda fins al març de 1916. La Nicolay Copy està exposada a la Biblioteca del Congrés a Washington D. C., com a part de l'exposició American Treasures.

### Còpia Hay

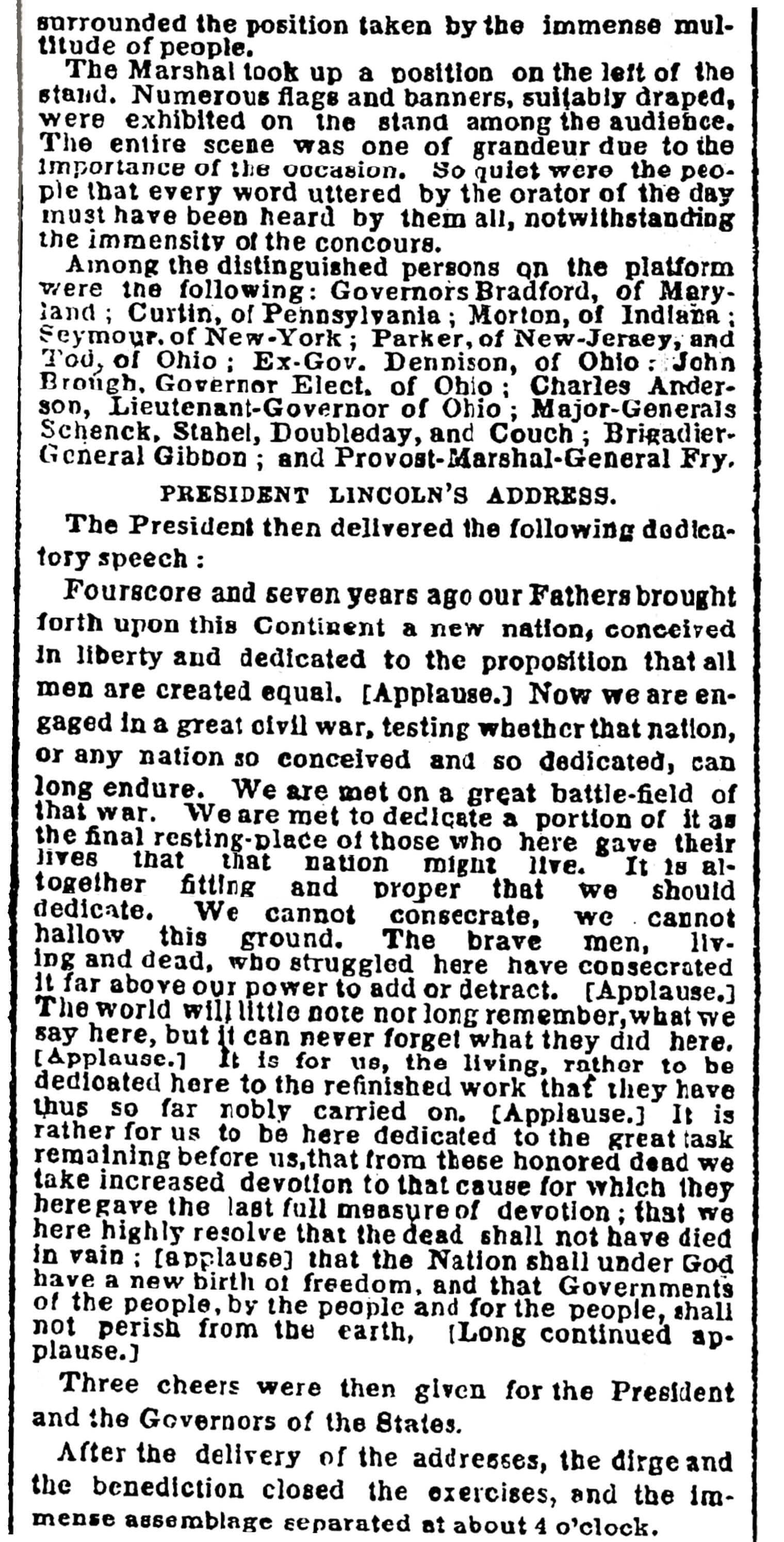
La "Hay Copy", amb correccions manuscrites de l'Abraham Lincoln.

Quan es va anunciar per primer cop l'existència d'aquesta còpia, l'historiador Garry Wills la va descriure com la més inexplicable de les cinc còpies que en Lincoln va fer. Amb múltiples omissions i insercions, sembla que aquesta còpia va ser escrita a correcuita, notant diferències que alteren el significat i no sols paraules que en Lincoln podria haver emprat per emfatitzar o matisar aspectes del discurs. Aquesta còpia és sovint considerada el segon esborrany, escrita el matí del 19 de novembre o en retornar a Washington D. C. Els que defensen la hipòtesi de la seva autoria el mateix matí del discurs es basen en el fet que el segon esborrany incorpora oracions recollides per la premsa contemporània i absents en el primer esborrany. Afirmen, com diu la nota que acompanya a l'exposició de les còpies a la Biblioteca del Congrés Nord-americà, que aquesta segona còpia és la que sostenia en Lincoln quan va pronunciar el discurs. En Lincoln entregà aquesta còpia al seu secretari John Nash. Els seus descendents la van conservar fins al 1916, any en què la van donar a la Biblioteca del Congrés.

### Còpia Everett
L'Everett Copy, també coneguda com la Everett-Keyes copy, fou enviada pel president Lincoln a l'Edward Everett l'any 1864. L'Everett elaborava un recull dels discursos pronunciats a l'acte de Gettysburg per publicar un llibre en benefici dels soldats ferits de la Comissió Sanitària de Nova York. La còpia que envià en Lincoln esdevingué la tercera còpia i actualment es troba exposada a la Biblioteca d'Història de l'Estat d'Illinois, a la Galeria dels Tresors del Museu i Biblioteca Presidencial Abraham Lincoln.

### Còpia Bancroft
La còpia de Bancroft fou escrita pel president Lincoln l'abril de 1864, a petició de George Bancroft, l'historiador més famós del seu temps. Bancroft planejava incloure la còpia en un recull, titulat Autograph Leaves of Our Country's Authors, que es vendria al Refugi Sanitari de Soldats i Mariners de Baltimore, Maryland. Com que aquesta còpia està escrita per ambdues cares, no es pogué afegir al recull i es va permetre a Bancroft conservar-la. Aquest és l'únic exemplar que conserva la carta del president que acompanyava la còpia i el sobre amb el franqueig. Després d'estar en possessió de la família Bancroft durant molts anys, fou venuda en diverses ocasions fins que va ser adquirida per Nicholas i la Marguerite Lilly Noyes, que la van donar a Cornell l'any 1949. Ara es troba a la Division of Rare and Manuscript Collections de la biblioteca Carl A. Krock de la Universitat Cornell. És l'única còpia en mans privades.

### Còpia Bliss
Després de comunicar-li que la còpia de Bancroft no servia al seu propòsit, en Lincoln escrigué una cinquena versió. La Bliss Copy, el seu primer propietari fou el Coronel Alexander Bliss, fillastre de Bancroft i editor de l'Autograph Leaves, és l'única còpia signada pel president. Considerant que, possiblement, és l'última còpia que escrigué en Lincoln, amb gran cura, i que és l'única que va titular, datar i signar, ha esdevingut la versió estàndard del discurs i l'emprada en la gran majoria de les reproduccions. El discurs es troba, actualment, a la Sala Lincoln de la Casa Blanca i és un regal de l'Oscar B Cintas, antic ambaixador dels Estats Units a Cuba. Cintas, un ric col·leccionista d'art i manuscrits, comprà la còpia en una subhasta l'any 1949 per 54.000 $, essent, al seu temps, la xifra més alta mai pagada per un document subhastat. Encara que les propietats de Cintas foren nacionalitzades el 1957 pel govern de Fidel Castro a la Revolució Cubana, la seva última voluntat, morí l'any 1957, fou que el poble americà heretés la còpia si es guardava la Casa Blanca, lloc on es va traslladar l'any 1959.
Garry Wills, que va guanyar el 1993 el Premi Pulitzer a la categoria de No-Ficció pel treball Lincoln at Gettysburg: The Words that Remade America, conclogué que la Bliss Copy és estèticament preferible a les altres per una raó: en Lincoln eliminà la paraula 'here' de la frase 'that cause for which they (here)'. Aquest setè 'here' es troba a totes les altres versions, per tant, sembla que l'Abraham Lincoln encara feia modificacions al text, buscant la perfecció per sobre de la reproducció del discurs original.